# تانتو
تانتو (باليابانية: 短刀) هو أحد السيوف اليابانية    التي كانت ترتديها طبقة الساموراي في فترة اليابان الإقطاعية. يعود تاريخ تانتو إلى فترة هييآن، عندما تم استخدامه بشكل أساسي كسلاح ولكن تطور في التصميم على مر السنين ليصبح للزخرفة. تم استخدام السيف في فنون القتال التقليدية.

## الوصف

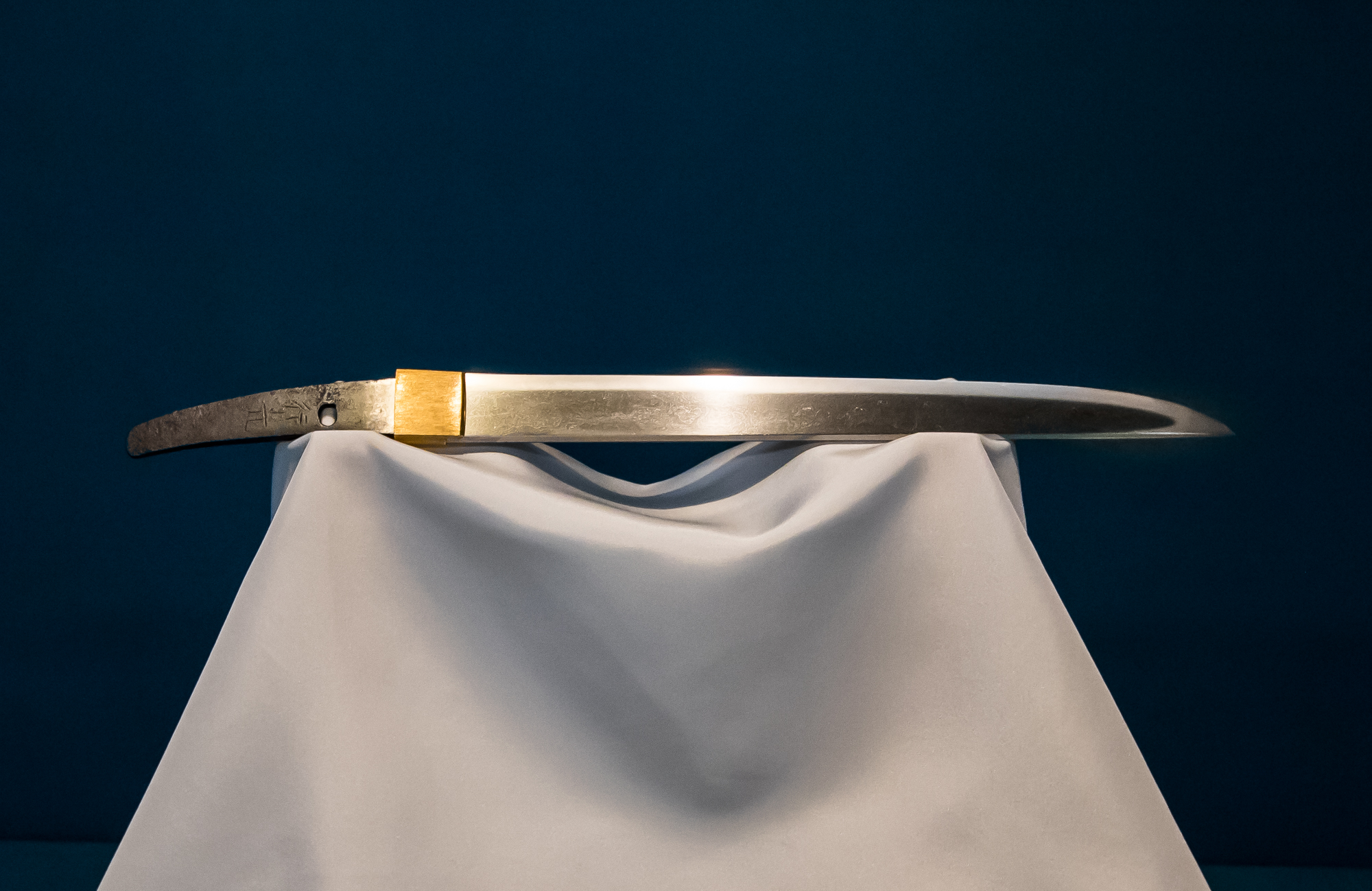
تانتو منصناعة سوشو يوكيميتسو.

تانتو سيف، لكنه يستخدم كسكين. نصله ذو حواف مفردة أو مزدوجة بطول يتراوح بين 15 و 30 سم. تم تصميم تانتو بشكل أساسي كسلاح طعن، ولكن يمكن استخدام حافته للتقطيع أيضًا.  
تم حمل تانتو في الغالب بواسطة الساموراي، حيث لم يرتديها عامة الناس. حملته النساء أحيانًا  داخل الأوبي الخاص بهن للدفاع عن النفس.

## التاريخ
ينقسم إنتاج السيوف في اليابان إلى فترات زمنية محددة:
- جوكوتو (上古刀، السيوف القديمة، حتى حوالي 900 م )
- كوتي (古刀، السيوف القديمة من حوالي 900-1596)
- الشنتو (新刀، سيوف جديدة 1596 - 1780)
- شينشينتي (新々刀، سيوف جديدة 1781-1876)
- جندايتو (現代刀، السيوف الحديثة أو المعاصرة 1876 حتى الوقت الحاضر)

تم اختراع التانتو خلال فترة هييان. مع بداية فترة كاماكورا، تم تصميم التانتو ليكون أكثر إرضاءً من الناحية الجمالية. بالقرب من منتصف فترة كاماكورا، شوهد المزيد من حرفيي التانتو، مما زاد من وفرة السلاح.
خلال حقبة المحاكم الشمالية والجنوبية، تم تصنيع التانتو بحيث يصل طوله إلى أربعين سنتيمترا على عكس الشاكو العادي (حوالي ثلاثين سنتيمترا). أصبحت شفراته أرق. في هذا الوقت ، كان هناك نمطان من الهامون سائدين: النمط الأقدم، الذي كان دقيقًا وفنيًا، والطراز الأحدث والأكثر شعبية. مع بداية فترة موروماتشي، تسبب القتال المستمر في الإنتاج الضخم للشفرات، الأمر الذي أدي إلي ارتفاع الطلب وإنخفاض الجودة. الشفرات التي كان يتم تشكيلها حسب الطلب كانت لا تزال ذات جودة استثنائية. 

## الأنواع
- هيرا
- شينوجي
- أوسوراكو
- أونوكوبي
- كانموري-أوتوسي
- كوكوساكي-موروا
- موروا
- كاتاكي ريوا
- كوبيكي ري
- هوشوجاتا